# Dimitris Nikolaidis
Dimitris Nikolaidis (Salonicco, 10 giugno 1999) è un pallanuotista greco, centroboa dell'Olympiakos.

## Biografia
Cresciuto nel PAOK, si trasferisce al potente Olympiakos nel 2017, difendendo i colori del club del Pireo per due stagioni, con cui conquista due campionati, due coppe nazionali, una supercoppa nazionale e una LEN Champions League. Nel 2019 si trasferisce, in prestito, all'AN Brescia.

## Palmarès

### Club
- Campionato greco: 4

Olympiakos: 2017-18, 2018-19, 2023-24, 2024-25
- Campionato italiano: 1

AN Brescia: 2020-21
- Coppa di Grecia: 4

Olympiakos: 2017-18, 2018-19, 2023-24, 2024-25
- Supercoppa di Grecia: 1

Olympiakos: 2018
- LEN Champions League: 1

Olympiakos: 2017-18

### Nazionale
- Mondiali

Budapest 2022: 
Fukuoka 2023: 
Singapore 2025: 
- Coppa del Mondo

Podgorica 2025: 
- World League

Tbilisi 2021: 